# Stygobromus mundus
Stygobromus mundus là một loài động vật giáp xác trong họ Crangonyctidae.